# Зельда
Зельда Шнеерсон-Мішковська (20 червня 1914 року — 30 квітня 1984 року), широко відома як Зельда, ізраїльська поетеса.

## Біографія
Зельда Шнеерсон (згодом Мішковська) народилася в Чернігові, Чернігівська губернія Російської імперії дочка Шолома Шнеерсона та Рейчел Хен. Батько був прапраправнук третього Любавичського Ребе, Менахема Менделя Шнеерсон, також відомий як Цемах Цедек. Сім'я оселилася в Єрусалимі в 1926 році Мати Зельди Рейчел Хен була дочкою раббі Довіда Цві Чена з Чернігова і нащадком сефардської династії Хен-Грасіан, яка бере свій початок з Барселони XI століття.
Зельда відвідувала релігійну школу для дівчат у Британській Палестині. Пізніше навчалася в учительському коледжі руху Мізрачі. У 1932 році вона закінчила навчання і переїхала до Тель-Авіва, а потім до Хайфи, де викладала до повернення до Єрусалиму в 1935 році. В Єрусалимі вона також працювала вчителькою. У 1950 році Зельда вийшла заміж за Хаїма Мішковського і відтоді присвятила себе письменницькій діяльності. Одним з її учнів був Амос Клауснер, пізніше прозаїк Амос Оз, який у своїх мемуарах «Повість про любов і темряву» згадав свою вчительку. Через роки після закінчення школи він відвідав її вдома (вона все ще жила за тією ж адресою) і був глибоко зворушений тим, що вона все ще пам'ятає, як йому подобався лимонад.
Двоюрідним братом Зельди був рабин Менахем Мендель Шнеерсон, сьомий Хабад Ребе.

## Літературна кар'єра
Перша поетична збірка Зельди «Пенай» (Вільний час) вийшла в 1967 році. Завдяки емоційним та споглядальним образам із світу єврейської містики, хасидизму та російських казок збірка закріпила її репутацію в літературному світі. Її вірші, дуже духовні, але водночас дуже прямі, барвисті та точні, зворушили серця як релігійних, так і світських. Поезія Зельди пронизана глибокою вірою, позбавленою сумнівів та іронії, яка часом властива творчості інших сучасних єврейських поетів. Її вірші відображають її постійну віру - наприклад, у Каашер Берахті аль-Ханерот - «Коли я сказав, що благословення над суботніми свічками» ‏כאשר ברכתי על הנרות‏‎ ").
У 2004 році в англійському перекладі вийшла збірка поезій Зельди: «Вражаюча різниця: вибрані поеми Зельди», перекладена та відредагована Марсією Фальк (Hebrew Union College Press).

## Нагороди та визнання
За свої твори Зельда отримала три нагороди:
- .У 1971 році Зельда виграла премію Бреннера.
- У 1974 році була лауреатом премії прем'єр-міністра за літературні твори на івриті.
- У 1978 році вона була удостоєна премії Біліка за літературу.[8]
- У 1982 році вона виграла Вертхаймську премію.[3]

## Твори
- Ха-Кармель ха-Ее Ніре (Невидима Кармель) (1971)
- Аль Тірхак (`` Будь недалеко '') (1975)
- Halo Har Halo Esh (Це, безумовно, гора, Це, безумовно, вогонь (1977)
- Аль-ха-Шоні ха-Мархів (Про вражаючу різницю) (1981)
- Шенівделу Мікол Мерхак (що відокремлювався від усіх відстаней) (1985)
- Вражаюча різниця: вибрані поеми Зельди, переклад, вступ та примітки, Марсія Фальк (2004)